# Dumitru Avakian
Dumitru Avakian (n. 2 decembrie 1942, Cetatea Albă - în Ucraina de astăzi) este un profesor de muzică, critic muzical, publicist muzical și pictor armean din România.
După ce a absolvit Liceul „I. L. Caragiale" din București (1960) în perioada 1962 – 1966 a urmat cursurile Universității Naționale de Muzică din București. După finalizarea studiilor, s-a perfecționat prin participarea ca audient la cursurile de vară ale Conservatorului din Weimar (1969 – 1977) și la cele de muzică contemporană de la Darmstadt (1980, 1982).
După 1990 a făcut parte din colectivul redacțional al revistei Ararat.
A participat la importante stagii de perfecționare profesională, printre care cel de la Conservatorului din Weimar, la cel de muzică contemporană de la Darmstadt și la cele de la Pécs – Ungaria. După anul 1990 a făcut parte din colectivul redacțional al revistei Melos. A colaborat la realizarea cunoscutului Dicționar de termeni muzicali - apărut în București, la Editura Științifică și Enciclopedică.
Criticul muzical Dumitru Avakian este și profesor de studii teoretice (teorie-solfegiu, dicteu muzical, armonie, contrapunct, forme muzicale, istoria muzicii) la Colegiul Național de Muzică „George Enescu“ din București.
Dumitru Avakian a publicat o serie de articole în ziarul „Curentul”.

## Distincții
- 2003 - Premiul criticii muzicale al Uniunii Compozitorilor din România
- 2014 - Ordinul Național „Pentru Merit” în grad de Cavaler "în semn de înaltă apreciere pentru competența și profesionalismul dovedite de-a lungul timpului în promovarea valorilor perene ale culturii românești, pentru implicarea directă și constantă în organizarea și promovarea acțiunilor organizate la Palatul Cotroceni în cadrul programului “Cotroceni - porți deschise culturii".[7]